# 저널 오브 어플라이드 피직스
《저널 오브 어플라이드 피직스》 (Journal of Applied Physics)는 현대 기술의 물리학에 초점을 맞춘 동료 검토를 거치는 과학 저널이다. 이 저널은 원래 《Physics》라는 이름으로 1931년에 설립되어 미국 물리학회에서 처음 7권 출판되었다. 1937년 1월 저널의 소유권은 "직업으로서 물리학의 지위를 강화하려는 미국 물리학회의 노력에 맞추어 미국 물리학 협회로 이전되었다. 이 저널의 현재 편집장 안드레 앤더스 (André Anders, 라이프니츠 표면 공학 연구소)이다. 《저널 인용 보고서》에 의하면 이 저널의 2021년 피인용 지수는 2.877이다.